# 1917 في روسيا
فيما يلي قوائم الأحداث التي وقعت خلال عام 1917 في روسيا.

## سياسة

### تعيين في المنصب
- 21 يوليو – ألكسندر كيرينسكي رئيس وزراء روسيا.

### انتهاء فترة المنصب
- 7 نوفمبر – ألكسندر كيرينسكي رئيس وزراء روسيا.

## مواليد

### يناير
- 8 يناير – سيلفيا أغنيس صوفيا تيت
- 25 يناير – إيليا بريغوجين

### فبراير
- 3 فبراير – جورجي شيلوف عالم رياضي روسي.

### مارس
- 9 مارس – ألخيرداس جوليان غريماس

### أبريل
- 9 أبريل – يوهانس بوبروفسكي مؤلف ألماني.

### مايو
- 1 مايو – فيودور خيتروك

### يونيو
- 26 يونيو – بافل سولوفييف

### يوليو
- 17 يوليو – ديمتري بيلاييف

### أغسطس
- 21 أغسطس – ليونيد هورفيتش

### أبريل
- 19 أبريل – فلاديمير كرنيغ (مواليد 1840)